# Lucille et le Photomaton
Pour plus de détails, voir Fiche technique et Distribution.
Lucille et le Photomaton est un film français réalisé par Sébastien Nuzzo sorti en 1993.

## Synopsis
À Paris, Lucille, jeune fille excentrique et rêveuse, adore se faire tirer le portrait dans les cabines Photomaton. Un jour elle découvre par deux fois les photos abandonnées du même inconnu dans des cabines de la capitale. Intriguée, elle part à sa recherche, délaissant son travail...

## Fiche technique
- Titre : Lucille et le photomaton
- Réalisation : Sébastien Nuzzo
- Scénario : Sébastien Nuzzo
- Musique : Claude Alvarez-Pereyre
- Directeur de la photographie : Gilles Henry
- Ingénieur du son : François Maurel
- Monteur : Stéphane Mahet
- Pays d’origine :  France
- Année de tournage : 1992
- Langue de tournage : français
- Société de production : Movie Da Productions (France)
- Format : couleur — 35 mm
- Genre : court métrage, comédie dramatique
- Durée : 17 min
- Dates de sortie : 
  -  France : 1993

## Distribution
- Pascale Lafay : Lucille
- Marilú Marini  : Marilú
- Olivier Saladin : Le chef (de Lucille)
- Sébastien Nuzzo  : Le réparateur

## Autour du film
- Le film est inspiré de l'histoire de l'écrivain/photographe Michel Folco qui collectionnait les photos déchiré de photomatons et de son inconnu du photomaton.
- Jean-Pierre Jeunet s'inspira librement neuf ans plus tard de cette même histoire et du court-métrage de Nuzzo pour créer le scénario du film Le Fabuleux Destin d'Amélie Poulain et du personnage d'Amélie Poulain joué par Audrey Tautou.